# Dvoufázová soustava
| Veličina        | Vzorec     | Jednotka |
| --------------- | ---------- | -------- |
| Zdánlivý výkon  | S = 2U*I   | VA       |
| Činný výkon     | P = S*cosφ | W        |
| Jalový výkon    | Q = S*sinφ | VAr      |
| Sdružené napětí | Us = √2*U  | V        |

Dvoufázová soustava byla předchůdcem dnešní trojfázové soustavy. Její fáze byly vůči sobě posunuty o 90°, tedy první měla sinusový průběh, druhá pak cosinusový průběh. Proud byl rozváděn nejčastěji čtveřicí vodičů, méně často trojicí, kde jeden z nich měl větší průměr (musel být dimenzován na 141 % proudu jednotlivých fází).[zdroj?] První z těchto generátorů měly dva rotory vůči sobě otočené o 90°, byly to tedy spíše dva spojené jednofázové generátory seřízené pro dodávku dvoufázové elektřiny. Generátory instalované v roce 1895 na Niagarských vodopádech byly dvoufázové a zároveň největší ve své době.[zdroj?]

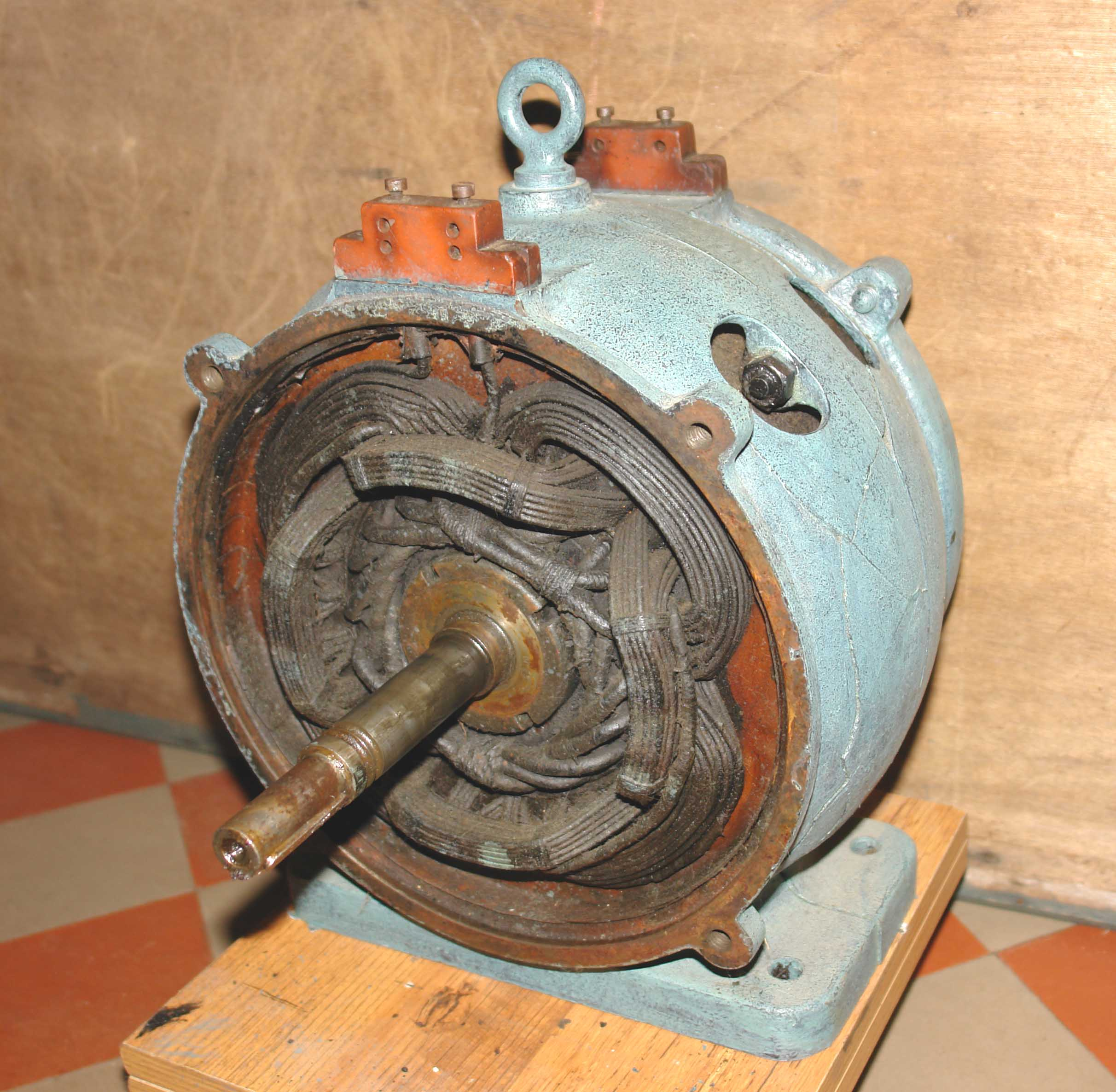
Vinutý dvojfázový elektromotor okolo roku 1893

## Výhody
Dvoufázový systém skýtal výhodu toho, že umožňoval běh indukčních elektrických motorů. Točivé magnetické pole, které vytváří dvoufázový proud, poskytuje rotoru točivý moment, který je schopný jej roztočit z klidu. Toho jednofázový systém není schopen bez použití startovacích kondenzátorů. Konfigurace cívek dvoufázového motoru je shodná, jako u kondenzátorově startovaného jednofázového motoru. Také bylo snazší analyzovat chování systému s dvěma zcela oddělenými fázemi. V podstatě to platilo až do roku 1918, kdy byl vynalezen způsob symetrického komponentu, který umožnil navrhnout systémy s nevyváženou zátěží (v podstatě každý systém, kde nelze z nějakého důvodu vyvážit zátěže jednotlivých fází, typicky obytná zástavba)

## Nevýhody
Trojfázový rozvod, oproti dvoufázovému, vyžaduje menší počet vodičů při stejném napětí a stejném přenášeném výkonu. Vyžaduje pouze tři vodiče, což významně snižuje náklady na instalaci systému.

## Zdroje dvoufázového proudu

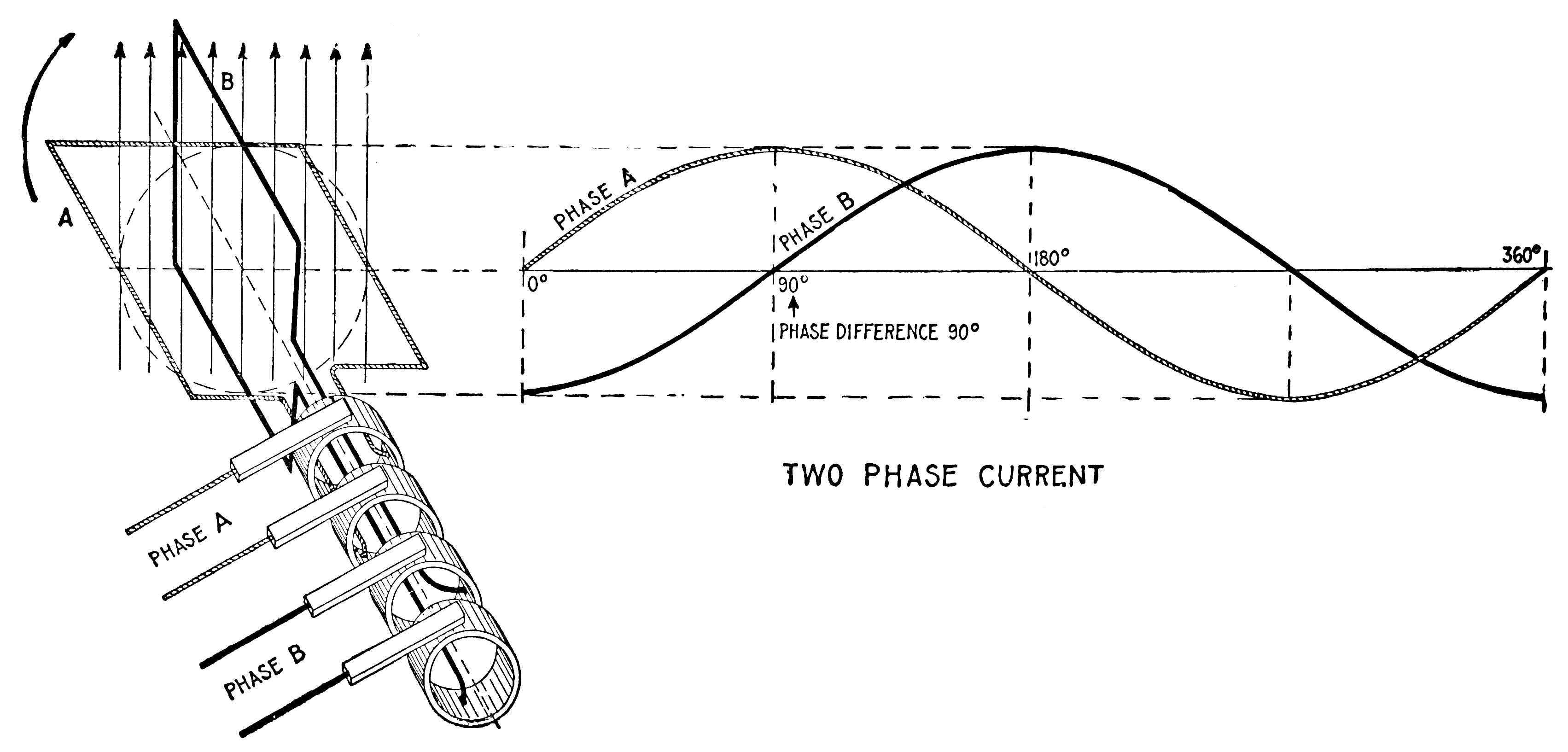
Zjednodušené schéma dvojfázového generátoru

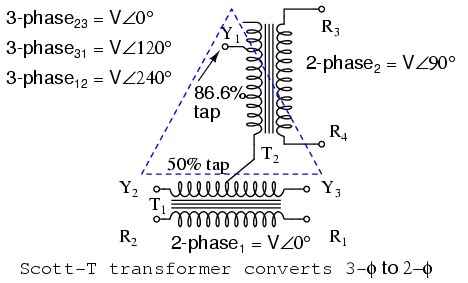
Scottovo zapojení; Y1, Y2, Y3 fáze trojfázového systému; R1, R2 - jedna fáze dvoufázového systému, R3, R4 - druhá fáze dvoufázového systému

### Generátor
Generátor, který je speciálně určen pro výrobu dvoufázového proudu, má dvě sady cívek, které jsou proti navzájem otočeny o 90°.

### Transformátor
Obě soustavy, tedy dvoufázovou a trojfázovou lze spojit přímo, využívá se k tomu dvou transformátorů v tzv. Scottově zapojení, řešení je levnější a efektivnější, než používání rotačních měničů. V době kdy se přecházelo z dvoufázového na trojfázový systém, bylo zapotřebí vyřešit, jak rovnoměrně rozložit zátěž dvoufázových strojů na trojfázovou soustavu, aby byla vyvážena, napětí jednotlivých fází totiž nejde regulovat samostatně. Navíc je schopný převádět elektřinu nejen z trojfázové do dvoufázové soustavy, ale i obráceně, tedy umožňuje propojení větších elektrických celků a výměnu energie mezi nimi.

## Využití
Za předpokladu, že má být napětí na troj-fázové i dvou-fázové straně stejné, je na jednom z nich přesně uprostřed vytvořena odbočka, rozdělující cívku na dvě poloviny, jejíž konce jsou připojeny ke dvěma fázím. Druhý transformátor je připojen na střed prvního a odbočka je připojena na zbývající fázi. Na sekundárních vinutích je pak získán proud navzájem posunutý o 90°. Toto zapojení bohužel není schopné vyrovnat nevyváženou zátěž jednotlivých fází, nevyváženost dvoufázového systému se přenáší do trojfázového.
V současnosti je systém nahrazen modernějším systémem trojfázovým, nicméně v některých částech USA je stále tato soustava používána, například v Philadelphii a jižním Jersey (kde je však na ústupu). Důvody proč je tento systém stále udržován v chodu jsou historické, v Philadelphii je tento systém nazýván two-phases five wires, což plně odpovídá dvěma fázím po dvou vodičích a zemnícímu vodiči.